# Levadiakos FC
Levadiakos FC este un club de fotbal grecesc cu sediul în Levadia care evoluează în Superliga Greacă. Echipa susține meciurile de acasă pe Stadionul Levadias cu o capacitate de 10.200 de locuri.